# Calcio Chiasiellis 2009-2010
Questa voce raccoglie le informazioni riguardanti l'Associazione Sportiva Dilettantistica Calcio Chiasiellis nelle competizioni ufficiali della stagione 2009-2010.

## Divise e sponsor
La tenuta della squadra ripropone lo schema già utilizzato precedentemente, con i colori societari biancazzurri, nella prima con tenuta completamente azzurra. Lo sponsor principale è Alibus.
|  | 1ª divisa |  | 2ª divisa |

## Organigramma societario
Tratto dal sito Football.it
Area amministrativa
- Presidente: Andrea Grizzo
- Vice Presidente: Pierino Di Giusto
- Direttore sportivo: Andrea Fabbro
- Segretario generale: Sabrina Rieppi
- Addetto stampa: Anna Dazzan

Area tecnica
- Allenatore: Aniello Marano (fino al 9 marzo 2010)
- Allenatore: Maurizio Talotti (dal 10 marzo 2010)

## Rosa
Tratta dal sito Football.it.
| N. |                   | Ruolo | Calciatrice            |
| -- | ----------------- | ----- | ---------------------- |
|    | Italia (bandiera) | P     | Gloria Baradel         |
|    | Italia (bandiera) | P     | Rita Caravilla         |
|    | Italia (bandiera) | P     | Laura Napoli           |
|    | Italia (bandiera) | D     | Sara Bortolus          |
|    | Italia (bandiera) | D     | Valentina D'Angelo     |
|    | Italia (bandiera) | D     | Chiara Dazzan          |
|    | Italia (bandiera) | D     | Sara Gama              |
|    | Italia (bandiera) | D     | Elisa Lavia            |
|    | Italia (bandiera) | D     | Piera Cassandra Maglio |
|    | Italia (bandiera) | D     | Elena Marning          |
|    | Italia (bandiera) | D     | Giulia Piantari        |
|    | Italia (bandiera) | D     | Giorgia Simonato       |
|    | Italia (bandiera) | D     | Désirée Lisa Urbani    |

| N. |                   | Ruolo | Calciatrice      |
| -- | ----------------- | ----- | ---------------- |
|    | Italia (bandiera) | C     | Silvia Berardo   |
|    | Italia (bandiera) | C     | Debora Bucoovaz  |
|    | Italia (bandiera) | C     | Monica Degrassi  |
|    | Italia (bandiera) | C     | Federica Femia   |
|    | Italia (bandiera) | C     | Silvia Sedonati  |
|    | Italia (bandiera) | C     | Alessia Spilotti |
|    | Italia (bandiera) | C     | Alessia Tuttino  |
|    | Italia (bandiera) | C     | Sonia Zanella    |
|    | Italia (bandiera) | A     | Elena Cester     |
|    | Italia (bandiera) | A     | Cristina Miani   |
|    | Italia (bandiera) | A     | Chiara Paroni    |
|    | Italia (bandiera) | A     | Michela Zanetti  |

## Calciomercato

### Sessione estiva
| Acquisti | Acquisti        | Acquisti     | Acquisti   |
| R.       | Nome            | da           | Modalità   |
| -------- | --------------- | ------------ | ---------- |
| D        | Giulia Piantari | Venezia 1984 | definitivo |

| Cessioni | Cessioni          | Cessioni           | Cessioni   |
| R.       | Nome              | a                  | Modalità   |
| -------- | ----------------- | ------------------ | ---------- |
| C        | Snežana Maleševič | Millwall Lionesses | definitivo |
| A        | Marianna Hofer    | Olbia              | definitivo |

### Sessione invernale
|  |

| Cessioni | Cessioni        | Cessioni         | Cessioni   |
| R.       | Nome            | a                | Modalità   |
| -------- | --------------- | ---------------- | ---------- |
| C        | Alessia Tuttino | Bardolino Verona | definitivo |

## Risultati

### Serie A

#### Girone di andata
| Arbitro: | Damiano Margani (Latina) |

|                |           |  |
| Berarducci 86’ | Marcatori |  |

| Arbitro: | Daniele Alfarè (Mestre) |

|  |           |                         |
|  | Marcatori | 30’ Brumana 59’ Moscato |

| Arbitro: | Armando Gentile (Lodi) |

|                             |           |                          |
| Scarpellini 26’ Mangili 36’ | Marcatori | 53’ Sedonati 76’ Zanetti |

| Mortegliano 14 novembre 2009, ore 14:30 CEST 4ª giornata | Chiasiellis                         | 0 – 0 referto | Torino | Stadio comunale Franco Beltrame\| Arbitro: \| Andrea Marangon (San Donà di Piave) \| |
| Arbitro:                                                 | Andrea Marangon (San Donà di Piave) |               |        |                                                                                      |

| Sassari 28 novembre 2009, ore 14:30 CET 5ª giornata | Torres                    | 0 – 0 referto | Chiasiellis | Stadio Vanni Sanna\| Arbitro: \| Antonio Grieco (Cagliari) \| |
| Arbitro:                                            | Antonio Grieco (Cagliari) |               |             |                                                               |

| Arbitro: | Matteo Michieli (Padova) |

|                          |           |           |
| Carpino 10’ Ranzolin 73’ | Marcatori | 91’ Miani |

| Arbitro: | Nicola Badoer (Castelfranco Veneto) |

|                        |           |                |
| Zanetti 58’ Cester 90’ | Marcatori | 15’, 72’ Gueli |

| Arbitro: | Carmine Tullio Graziano (Mantova) |

|                                               |           |            |
| Sabatino 7’, 39’ Vicchiarello 29’ (rig.), 36’ | Marcatori | 90’ Dazzan |

| Arbitro: | Daniele Alfarè (Mestre) |

|                         |           |           |
| Sedonati 33’ Maglio 46’ | Marcatori | 25’ Ricco |

| Arbitro: | Damiano Frosi (Treviglio) |

|               |           |  |
| Previtali 87’ | Marcatori |  |

| Arbitro: | Fabrizio Marchetti (Tolmezzo) |

|  |           |                                           |
|  | Marcatori | 35’, 55’ Parisi 45’ Gabbiadini 68’ D'Adda |

#### Girone di ritorno
| Arbitro: | Marco Cigana (Pordenone) |

|            |           |  |
| Paroni 82’ | Marcatori |  |

| Arbitro: | Andrea Timpani (Roma 2) |

|                |           |  |
| Mauro 40’, 59’ | Marcatori |  |

| Arbitro: | Mario Archidiacono (Trieste) |

|                                                       |           |             |
| Maglio 11’ Cester 15’ Zanetti 26’ Miani 47’ Lavia 81’ | Marcatori | 32’ Mangili |

| Arbitro: | Claudio Camardi (Genova) |

|                                    |           |                       |
| Sodini 41’ Salvai 51’ Bonansea 64’ | Marcatori | 15’ Bucovaz 47’ Miani |

| Arbitro: | Marco Cigana (Pordenone) |

|  |           |                                        |
|  | Marcatori | 20’ Sorvillo 38’ Tona 70’ Domenichetti |

| Arbitro: | Enrico Zanolla (Belluno) |

|                               |           |                        |
| Bortolus 43’, 47’ Zanetti 63’ | Marcatori | 22’ Lotto 41’ Bittante |

| Arbitro: | Fabio Maria Malandra (Avezzano) |

|                                                           |           |          |
| Pasqui 20’, 45’ Marchese 35’ Gueli 80’ Berardo 90’ (aut.) | Marcatori | 56’ Gama |

| Arbitro: | Edoardo Naccari (Udine) |

|           |           |                              |
| Miani 70’ | Marcatori | 20’ Parejo 45’, 90’ Sabatino |

| Arbitro: | Carmine Tullio Graziano (Mantova) |

|           |           |                         |
| Greco 68’ | Marcatori | 3’ Bortolus 75’ Berardo |

| Arbitro: | Andrea Marangon (San Donà di Piave) |

|            |           |  |
| Cester 50’ | Marcatori |  |

| Arbitro: | Alessio Saccenti (Modena) |

|                                                                                        |           |  |
| Gabbiadini 1’, 51’, 69’ Gama 2’ (rig.) Rocha 9’, 47’ Tuttino 40’ Parisi 73’ Villar 85’ | Marcatori |  |

### Coppa Italia

#### Terza fase
| Mestre 18 ottobre 2009                                                          | Venezia 1984 | 1 – 3 referto                     | Chiasiellis | Centro sp. comunale Olimpia |
| \| \| \| \| \| Tombola 56’ \| Marcatori \| 57’, 60’ (rig.) Sedonati 90’ Gama \| |              |                                   |             |                             |
|                                                                                 |              |                                   |             |                             |
| Tombola 56’                                                                     | Marcatori    | 57’, 60’ (rig.) Sedonati 90’ Gama |             |                             |

#### Quarta fase
| Mortegliano marzo 2010 | Chiasiellis | 4 – 0 referto | Fiammamonza | Stadio comunale Franco Beltrame |

#### Semifinale
Triangolare 1
| Capo d'Orlando 6 giugno 2010, ore 21:00 CEST 1º turno                 | Torres    | 3 – 0 referto | Chiasiellis | Campo sp. Ciccino Micale |
| \| \| \| \| \| Cortesi 6’ Iannella 55’ Manieri 70’ \| Marcatori \| \| |           |               |             |                          |
|                                                                       |           |               |             |                          |
| Cortesi 6’ Iannella 55’ Manieri 70’                                   | Marcatori |               |             |                          |

| Arbitro: | Sebastiano Musso (Siracusa) |

|                                                          |           |  |
| Girelli 1’, 64’, 68’ Gabbiadini 12’, 27’, 59’ Parisi 92’ | Marcatori |  |

## Statistiche

### Statistiche di squadra
| Competizione | Punti | In casa | In casa | In casa | In casa | In casa | In casa | In trasferta | In trasferta | In trasferta | In trasferta | In trasferta | In trasferta | Totale | Totale | Totale | Totale | Totale | Totale | DR  |
| Competizione | Punti | G       | V       | N       | P       | Gf      | Gs      | G            | V            | N            | P            | Gf           | Gs           | G      | V      | N      | P      | Gf     | Gs     | DR  |
| ------------ | ----- | ------- | ------- | ------- | ------- | ------- | ------- | ------------ | ------------ | ------------ | ------------ | ------------ | ------------ | ------ | ------ | ------ | ------ | ------ | ------ | --- |
| Serie A      | 22    | 11      | 5       | 2       | 4       | 15      | 18      | 11           | 1            | 2            | 8            | 9            | 30           | 22     | 6      | 4      | 12     | 24     | 48     | -24 |
| Coppa Italia | -     | 1       | 1       | 0       | 0       | 4       | 0       | 3            | 1            | 0            | 2            | 3            | 11           | 4      | 2      | 0      | 2      | 7      | 11     | -4  |
| Totale       | -     | 12      | 6       | 2       | 4       | 19      | 18      | 14           | 2            | 2            | 10           | 12           | 41           | 26     | 8      | 4      | 14     | 31     | 59     | -28 |

### Statistiche delle giocatrici
| Giocatore    | Serie A  | Serie A | Serie A     | Serie A    | Coppa Italia | Coppa Italia | Coppa Italia | Coppa Italia | Totale   | Totale | Totale      | Totale     |
| Giocatore    | Presenze | Reti    | Ammonizioni | Espulsioni | Presenze     | Reti         | Ammonizioni  | Espulsioni   | Presenze | Reti   | Ammonizioni | Espulsioni |
| ------------ | -------- | ------- | ----------- | ---------- | ------------ | ------------ | ------------ | ------------ | -------- | ------ | ----------- | ---------- |
| G. Baradel   | 5        | 0       | 1           | 0          | ?            | ?            | ?            | ?            | 5+       | 0+     | 1+          | 0+         |
| S. Berardo   | 7        | 1       | 0           | 0          | ?            | ?            | ?            | ?            | 7+       | 1+     | 0+          | 0+         |
| S. Bortolus  | 21       | 3       | 2           | 0          | ?            | ?            | ?            | ?            | 21+      | 3+     | 2+          | 0+         |
| D. Bucoovaz  | 16       | 1       | 1           | 0          | ?            | ?            | ?            | ?            | 16+      | 1+     | 1+          | 0+         |
| R. Caravilla | 22       | -46     | 0           | 0          | ?            | ?            | ?            | ?            | 22+      | -46+   | 0+          | 0+         |
| E. Cester    | 14       | 3       | 2           | 0          | ?            | ?            | ?            | ?            | 14+      | 3+     | 2+          | 0+         |
| V. D'Angelo  | 5        | 0       | 0           | 0          | ?            | ?            | ?            | ?            | 5+       | 0+     | 0+          | 0+         |
| C. Dazzan    | 15       | 1       | 4           | 1          | ?            | ?            | ?            | ?            | 15+      | 1+     | 4+          | 1+         |
| M. Degrassi  | 0        | 0       | 0           | 0          | ?            | ?            | ?            | ?            | 0+       | 0+     | 0+          | 0+         |
| F. Femia     | 15       | 0       | 0           | 0          | ?            | ?            | ?            | ?            | 15+      | 0+     | 0+          | 0+         |
| S. Gama      | 21       | 1       | 1           | 0          | ?            | ?            | ?            | ?            | 21+      | 1+     | 1+          | 0+         |
| E. Lavia     | 19       | 1       | 2           | 0          | ?            | ?            | ?            | ?            | 19+      | 1+     | 2+          | 0+         |
| P. C. Maglio | 18       | 2       | 1           | 0          | ?            | ?            | ?            | ?            | 18+      | 2+     | 1+          | 0+         |
| E. Marning   | 16       | 0       | 3           | 0          | ?            | ?            | ?            | ?            | 16+      | 0+     | 3+          | 0+         |
| C. Miani     | 19       | 4       | 0           | 0          | ?            | ?            | ?            | ?            | 19+      | 4+     | 0+          | 0+         |
| L. Napoli    | 0        | 0       | 0           | 0          | ?            | ?            | ?            | ?            | 0+       | 0+     | 0+          | 0+         |
| C. Paroni    | 21       | 1       | 0           | 0          | ?            | ?            | ?            | ?            | 21+      | 1+     | 0+          | 0+         |
| G. Piantari  | 5        | 0       | 1           | 0          | ?            | ?            | ?            | ?            | 5+       | 0+     | 1+          | 0+         |
| S. Sedonati  | 17       | 2       | 1           | 1          | ?            | ?            | ?            | ?            | 17+      | 2+     | 1+          | 1+         |
| G. Simonato  | 12       | 0       | 2           | 0          | ?            | ?            | ?            | ?            | 12+      | 0+     | 2+          | 0+         |
| A. Spilotti  | 7        | 0       | 0           | 0          | ?            | ?            | ?            | ?            | 7+       | 0+     | 0+          | 0+         |
| A. Tuttino   | 4        | 0       | 0           | 1          | ?            | ?            | ?            | ?            | 4+       | 0+     | 0+          | 1+         |
| D. L. Urbani | 6        | 0       | 0           | 0          | ?            | ?            | ?            | ?            | 6+       | 0+     | 0+          | 0+         |
| S. Zanella   | 6        | 0       | 0           | 0          | ?            | ?            | ?            | ?            | 6+       | 0+     | 0+          | 0+         |
| M. Zanetti   | 18       | 4       | 1           | 0          | ?            | ?            | ?            | ?            | 18+      | 4+     | 1+          | 0+         |